# 소령 강재구
"소령 강재구"는 1966년 공개된 대한민국의 영화이다.

## 배역
- 신성일
- 고은아
- 황건
- 이상사
- 조영일
- 황정순
- 남성우
- 트위스트 김
- 김정훈
- 서영춘
- 김천만